# (230656) Kovácspál
(230656) Kovácspál est un astéroïde de la ceinture principale.

## Description
(230656) Kovacspal est un astéroïde de la ceinture principale. Il fut découvert le 19 septembre 2003 à Piszkesteto par Krisztián Sárneczky et Brigitta Sipőcz. Il présente une orbite caractérisée par un demi-grand axe de 3,03 UA, une excentricité de 0,14 et une inclinaison de 10,6° par rapport à l'écliptique.

## Compléments